# إبراهيم حامدي
إبراهيم حامدي (بالفارسية: ابراهیم حامدی) (1949 في طهران) ويُعرف بإسمٍ فارسي ومسرحي وهو (آبي) مُغنٍ إيراني. غادر إيران قبل حدوث الثورة الإسلامية عام 1979 ولم يعد.

## المسار المهني
نشأ آبي في طهران، وكان والده من مدينةِ آراك ووالدته من قرية كلاك. أمضى طفولته في حي فوزية بطهران وله أربعُ أخواتٍ وأخٌ واحد. عندما كان طفلاً اكتشف موهبته أثناء قراءة القرآن في المدرسة. بدأ طريقه الفني ضمن الفِرق الغنائية حيثُ تأثّر بفرقة البيتلز، وشكل على إثر ذلكَ فريقًا غنائيًا عُرف باسم «الثوار» مع شهرام شباريه وسيياش غميشي في منتصف الستينيات، فقرر أولاً تغطية الأغاني الإيطالية. كان أيضًا جزءًا من فرقة «القطط السوداء» قبل الشروع في العمل الغنائي كمنفرد. قبل عامانِ من الثورة في إيران، ذهب آبي إلى الولايات المتحدة لحضور حفلٍ موسيقي، في ذلك الحين كانت الثورة قد بدأت؛ ليقرر البقاء هناك.

### حياته الشخصية
تزوج من فيروز مجدادي عام 1974 ولديه ثلاث بنات: عسل وسايه وخاتون التي غنّى لها أغنيةً منفصلة. تزوج بعد ذلك من مهشيد بروماند بعد انفصاله عن زوجتهِ الأولى. يعيش في مدينة ماربيا، إسبانيا مع زوجته الثانية  ويقضي بعض أوقاتهُ في لوس أنجلوس.

## النشاط الفني
اهتم آبي بالموسيقى اليونانية، وكان يفضّل فنانين مثل: بيتر غابرييل وفريدي ميركوري وستينغ وبونو وجيم من فِرق الروك. حملت بعض أغنياته رسائلاً سياسيةً بالتزامن على الانتخابات الرئاسية لعام 2009 في إيران. في عام 2020. شارك في تحكيم الموسم الأول من برنامج المواهب التلفزيوني «إيران لديها المواهب».

### جوائز
- 1974 : المغني الأول في مهرجان تركيا مع أغنية شاكر.[9]

### ألبومات غنائية
- «تابيش» (1974)
- «الشاب زاده» (1987)
- «كوهي ياخ» (1987)
- «خليج» (1990)
- غربية (1990)
- نون أو بانير أو سابزي (مع داريوش) (1990)
- «ستاره دونبالة دار» (1993)
- «معلم باد» (1992)
- أتال ماتال (1994)
- «أتري إلى» (1996)
- فيلم "Ba To" (1996)
- تاجي تارانه (1997)
- "Pir" (1999)
- «تولو كون» (1999)
- «شاب نيلوفاري» (2003)
- «ذكرى كمران وحومان وعبي» (مع كمران وحومان) (2009)
- «هيس تانهاي» (2011)
- «جين جافاني» (2014)
- «لالهزار» (2019)

### أغنيات فردية
- «هامين خوبي» قدم. شادمهر أغيلي (2013)
- «يمكنني سماع عيد الميلاد» [10]
- «الحنين» (مع كوكوش) (2014)
- عسل (2016)
- نفس نفس (2017)

## روابط خارجية
- إبراهيم حامدي على موقع IMDb (الإنجليزية)
- إبراهيم حامدي على موقع ميوزك برينز (الإنجليزية)
- إبراهيم حامدي على موقع أول ميوزيك (الإنجليزية)
- إبراهيم حامدي على موقع ديسكوغز (الإنجليزية)
- إبراهيم حامدي على موقع قاعدة بيانات الفيلم (الإنجليزية)